# Muntele Tabor

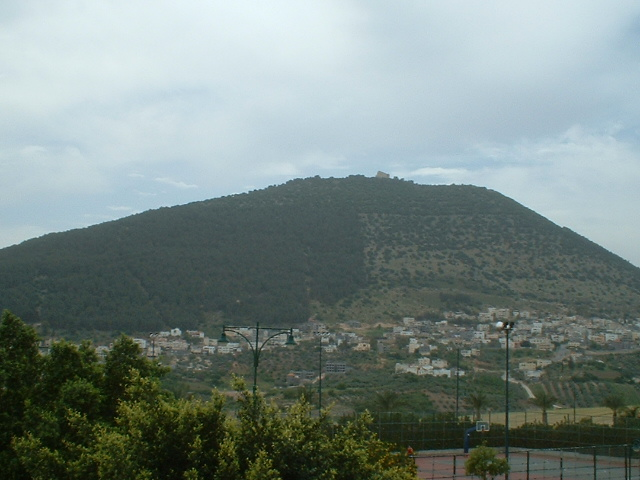
Panoramă cu muntele Tabor

Muntele Tabor (în ebraică הר תבור) se aflǎ în partea de sud a regiunii istorice Galileea, Israel, la vest de valea Iezreel și la 17 km vest de Marea Galileei. Atinge o altitudine maximǎ de 575 metri. 
În Biblia ebraică (cartea lui Iosua și Judecători), Muntele Tabor este locul bătăliei de pe Muntele Tabor între armata israelită sub conducerea lui Barak și armata regelui canaanit Iabin al Hațorului, comandată de Sisera. 
În tradiția creștină, Muntele Tabor este locul Schimbării la Față a lui Iisus.

## Etimologie

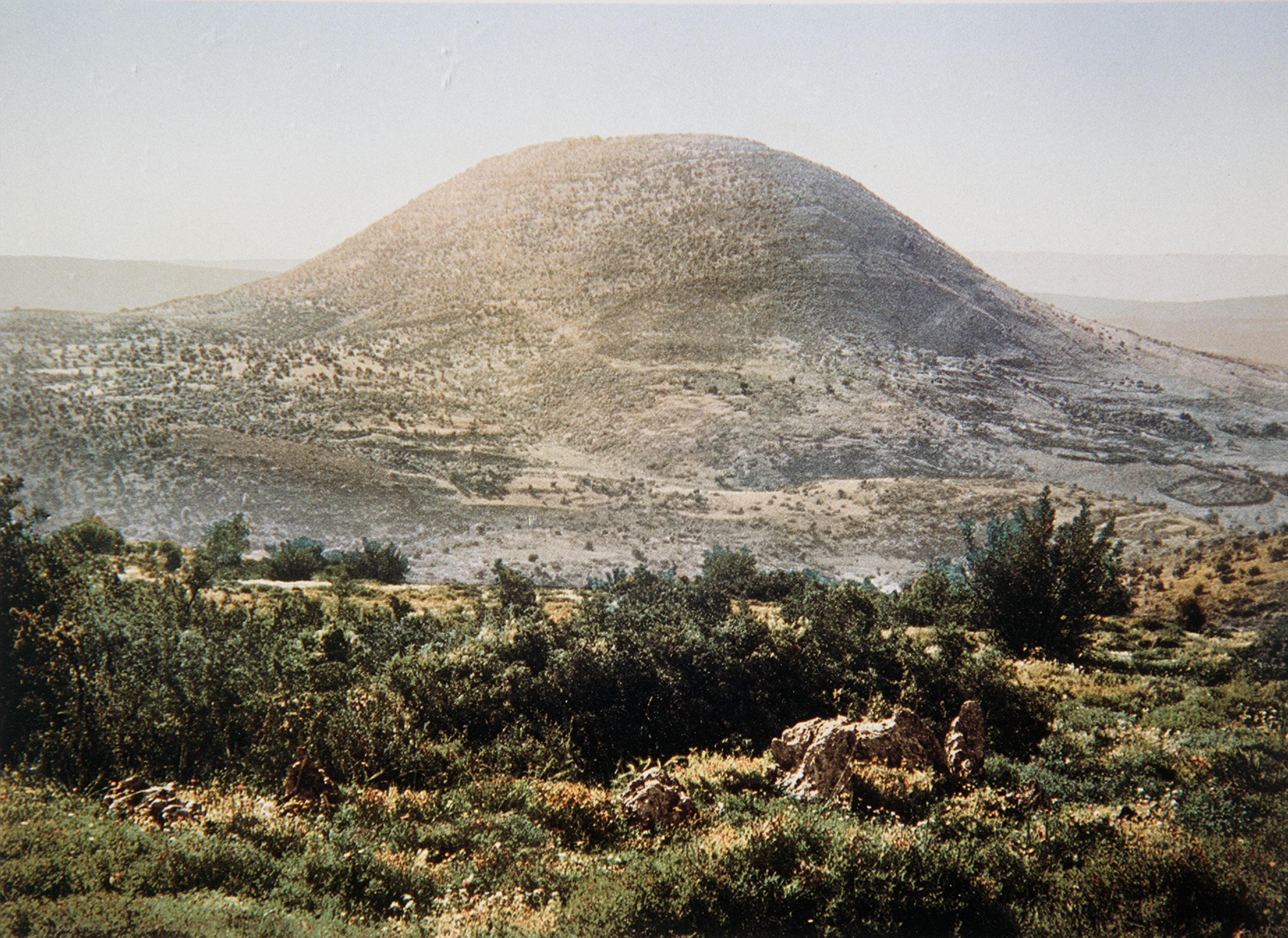
Muntele Tabor, în secolul al XIX-lea (fotografie de Félix Bonfils)

În traducerea din Septuaginta greacă a cărții lui Ieremia, numele Itabyrium (Ἰταβύριον, Itabýrion) a fost folosit pentru Muntele Tabor. Josephus Flavius a folosit același nume în lucrările sale grecești. 
Din conexiunea cu Schimbarea la Față a lui Iisus, muntele a fost cunoscut în trecut drept Muntele Schimbării la Față. Este un eponim al luminii taborice din teologia creștină, al sectei cehe a taboriților și a altor numeroase așezări și instituții. 
Forma arabă a numelui este Muntele Tabur (جبل طابور, Jebel Ṭābūr) sau „Muntele Tur” (جبل الطور, Jebel eṭ-Ṭūr).

## Geografie

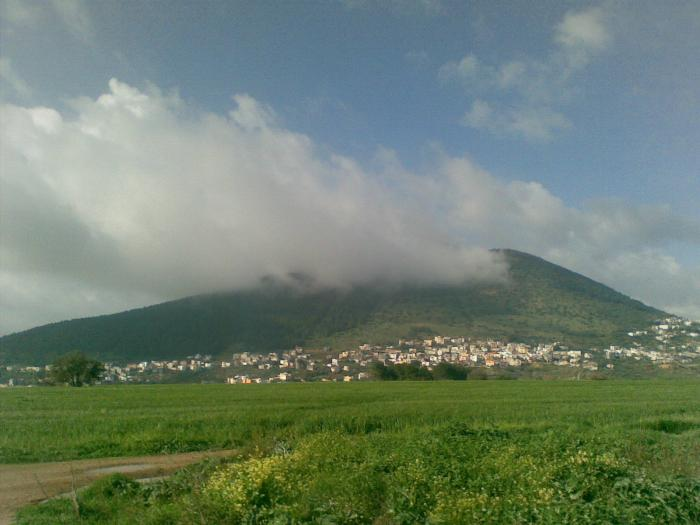
Muntele Tabor acoperit de nori

Muntele Tabor are forma apropiată de o jumătate de sferă, ridicându-se brusc din împrejurimi destul de plate și atingând o înălțime de 575 de metri, dominând astfel cu 450 de metri comuna din câmpia de dedesubt, Kfar Tavor. În vârful muntelui se află două mănăstiri creștine, una ortodoxă (greacă) pe partea de nord-est și una romano-catolică pe partea de sud-est. Biserica catolică din vârf este ușor vizibilă de departe. 
Muntele este un monadnock: un deal izolat sau mic munte care se ridică brusc din pământul înconjurător (care este doar în pantă ușoară sau este complet plat) și nu este vulcanic. În ciuda apropierii sale de munții Nazaretului, el constituie o formă geologică separată. 
La bază este aproape complet înconjurat de satele arabe Daburiyya, Shibli și Umm al-Ghanam. Muntele Tabor este situat lângă autostrada 65, iar vârful său este accesibil pe drum prin Shibli. Un traseu de drumeție începe din satul beduin Shibli și are aproximativ cinci kilometri lungime. Acest traseu face parte din Traseele Naționale al Israelului. 

## Istorie
La poalele muntelui se afla un important nod de drumuri: Via Maris trecea acolo din Valea Iezreelului spre nord înspre Damasc. Amplasarea sa la intersecția de drumuri și forma sa umflată deasupra mediului său i-a conferit Muntelui Tabor o valoare strategică, iar în zona sa s-au purtat războaie în diferite perioade ale istoriei. 

### Biblia ebraică
Muntele este menționat pentru prima dată în Biblia ebraică, în Iosua Navi 19:22, ca graniță a trei triburi: Zabulon, Isahar și Neftali. Importanța muntelui provine din controlul său strategic asupra intersecției rutei nord-sud a Galileii cu marele drum est-vest al Văii Iezreel. 
Conform Cărții Judecătorilor, Hațor era cetatea de scaun a lui Iabin, regele Canaanului, al cărui comandant, Sisera, a condus o armată canaanită împotriva israeliților. Debora, proorocița evreiască, l-a chemat pe Barac din seminția lui Neftali și i-a dat porunca lui Dumnezeu: „Du-te și te suie pe muntele Tabor și ia cu tine zece mii de oameni din fiii lui Neftali și din fiii lui Zabulon” (Judecătorii 4:6). Coborând de pe munte, israeliții au atacat și i-au învins pe Sisera și pe canaaniți. 

### Perioada celui de-al doilea templu
În perioada celui de-al Doilea Templu (aproximativ 516 î.Hr. – 70 î.Hr.), Muntele Tabor era unul dintre vârfurile muntoase pe care era obiceiul de a aprinde farul pentru a informa satele din nord despre zilele sfinte evreiești și despre începutul lunilor noi.

### Perioada romană
În anul 55 î.Hr., în timpul unei rebeliuni a Hasmoneilor împotriva proconsulului roman al Siriei, Aulus Gabinius, Alexandru al Iudeii și armata sa de 30.000 de iudei a fost înfrântă în luptă la Muntele Tabor.
În anul 66 e.n., în timpul Primului Război evreo-roman, evreii galileeni s-au retras pe munte sub comanda lui Yosef Ben Matityahu, mai cunoscut sub numele de Josephus Flavius, istoricul de mai târziu, de unde s-au apărat împotriva asaltului roman. Itabyrium, așa cum îl numește Josephus, a fost unul dintre cele 19 locuri fortificate de rebelii din Galileea chiar la ordinele sale. Conform celor scrise în cartea sa Istoria războiului iudeilor împotriva romanilor, Vespasian a trimis o armată de 600 de călăreți, sub comanda lui Placidus, care a luptat cu rebelii. Placidus a înțeles că nu poate ajunge în vârful muntelui abrupt cu forțele sale și, prin urmare, i-a chemat pe răsculații aflați sub fortificații ca să coboare muntele. Un grup de rebeli evrei a coborât de pe munte, pentru a negocia cu Placidus, dar l-au atacat. Forțele romane s-au retras inițial, dar în timp ce se aflau în vale, s-au întors înspre munte, i-au atacat pe răzvrătiții evrei, i-au ucis pe mulți dintre ei și au blocat drumul rebelilor rămași care încercau să fugă înapoi în vârful muntelui. Mulți dintre aceștia au părăsit Muntele Tabor și s-au întors la Ierusalim. Restul celor aflați sub fortificațiile din cetatea de pe munte au capitulat după ce li s-a terminat apa. Apoi i-au predat muntele lui Placidus.
După distrugerea celui de-al Doilea Templu, așezarea evreilor de pe Muntele Tabor a fost refăcută. 

#### Schimbarea la Față a lui Iisus
Încă din perioada finală a provinciei romane Iudeea și după aceasta, scriitorii Noului Testament creștin relatează că Iisus i-a adus pe Petru, Iacov și pe Ioan, deoparte, pe un munte înalt și că fața lui Iisus a strălucit. Schimbarea la Față este relatată în Evangheliile după Matei, Marcu și Luca la Matei 17:1-13, Marcu 9:2-8 și Luca 9:28-36. Cu toate acestea, niciuna dintre aceste relatări nu identifică „muntele înalt” al scenei după nume. Cea mai veche identificare a Muntelui Schimbării la Față ca Tabor este de către Origen în secolul al III-lea. Această speculație timpurie este relatată de Sfântul Chiril al Ierusalimului și de Sfântul Ieronim în secolul al IV-lea. Este povestită mai târziu în Transitus Beatae Mariae Virginis din secolul al V-lea. 

### Perioada bizantină

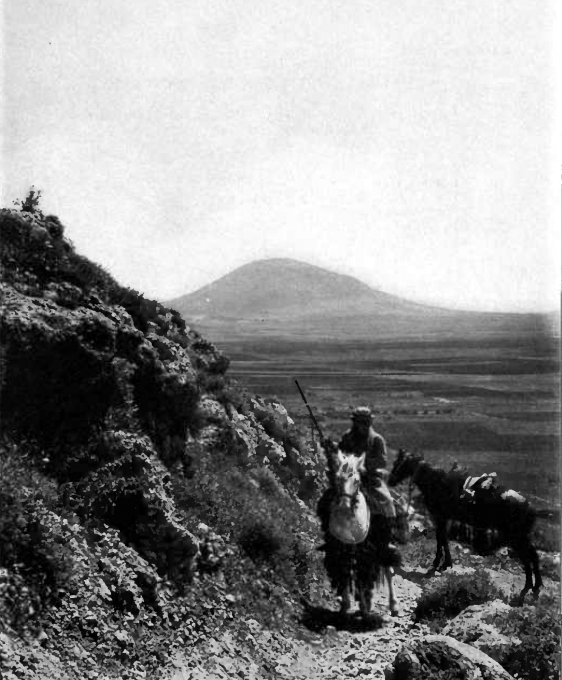
Muntele Tabor, 1912

Datorită importanței Muntelui Tabor în tradiția creștină, din secolul al IV-lea a devenit loc de pelerinaj. Conform descrierilor pelerinilor, în secolul al VI-lea existau trei biserici pe vârful muntelui. 

### Perioada musulmană timpurie
În secolul al VIII-lea existau pe munte patru biserici și o mănăstire. În perioada califatului arab, în 947, pe Muntele Tabor a avut loc o bătălie între diferite facțiuni pentru controlul Palestinei în numele califatului abbasid. 

### Perioada cruciadelor, cea Ayyubidă și Mamelucă
În perioada cruciadelor, muntele și-a schimbat apartenența de multe ori între musulmani și creștini. În anul 1099 cruciații au fortificat zona mănăstirii care se afla pe vârful muntelui, pentru a-i proteja pe pelerini de atacurile musulmane. În 1101, când cruciații controlau zona, călugării benedictini au reconstruit o bazilică aflată în ruine și au ridicat o mănăstire fortificată. În 1212 muntele a fost ocupat de sultanul Ayyubid Al-Adil I care a construit o fortăreață mare în vârf, care a fost asediată fără succes de armatele celei de-a cincea cruciade în 1217, dar în 1229 a fost din nou ocupată de creștini. În 1263, sultanul mameluc Baibars I a ocupat cetatea și a distrus clădirile de pe munte. 

### Perioada otomană

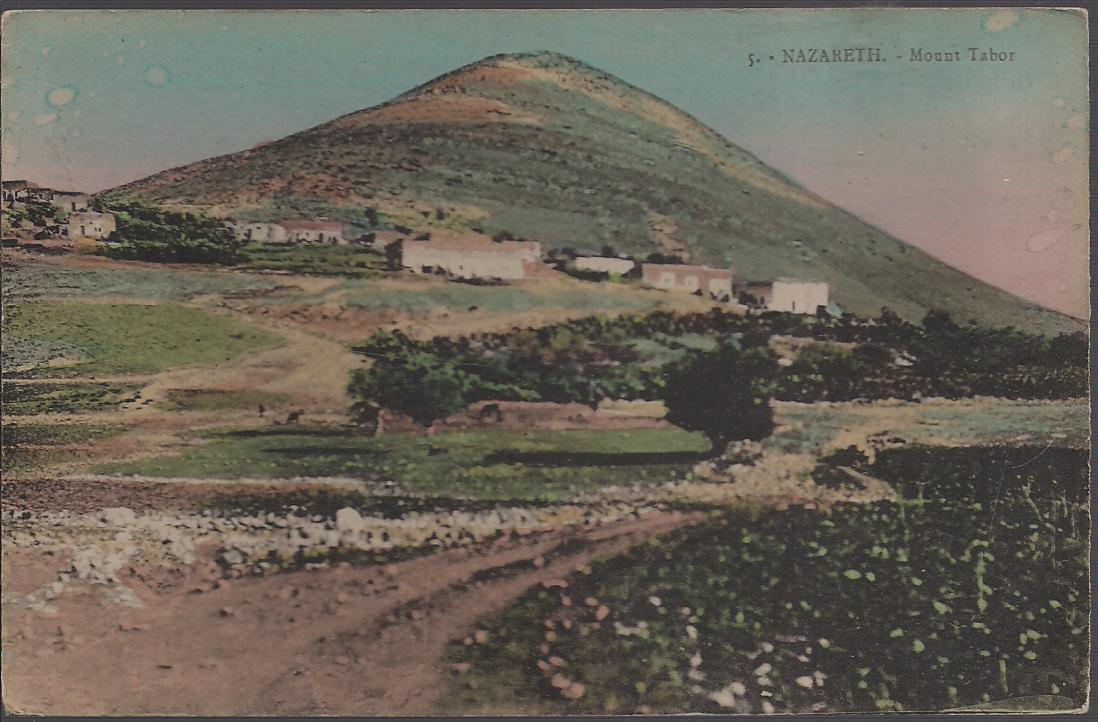
Carte poștală din cca. 1925, de Karimeh Abbud

În 1799, în timpul expediției siriene a lui Napoleon Bonaparte, în valea dintre Muntele Tabor și Dealul Moreh, a avut loc bătălia de la Muntele Tabor în care forțele franceze de aproximativ 3.000 de soldați de sub comanda lui Napoleon și a generalului Kléber au învins o forță otomană de aproximativ 35.000 de soldați. 
La sfârșitul secolului al XIX-lea și începutul secolului al XX-lea, tribul beduin Arab Al-Sabehi s-a stabilit pe munte. 

### Statul Israel
În timpul războiului arabo-israelian din 1948, membrii tribului arab Al-Sabehi s-au alăturat Armatei Arabe de Eliberare a lui Fawzi al-Qawuqji și, printre alții, au ucis șapte membri ai Kibbuțului Beit Keshet. La începutul lunii mai 1948 Brigada Golani a ocupat Muntele Tabor. Majoritatea membrilor tribului au fost forțați să plece în Siria și în Regatul Iordaniei, cu excepția unei ramuri a tribului, clanul Shibli, ai cărui membri au refuzat să-și părăsească pământul. După război a fost înființat satul lor, Arab Al-Shibli, care, în prezent, face parte din satul Shibli-Umm al-Ghanam. Satul beduin a fost declarat sat turistic de către guvernul israelian. 
Multe triburi din regiune, precum Arab-Al Hieb, și-au început cooperarea militară cu forțele subterane evreiești înainte de înființarea statului, la sfârșitul anilor 1930. De la sfârșitul anilor 1960, mulți dintre membrii tribului s-au alăturat forțelor de securitate israeliene (cum ar fi Armata Israeliană, poliția de frontieră și poliția). 
În luna aprilie a fiecărui an, Consiliul Regional al Galileii Inferioare organizează o cursă de 12 kilometri în jurul Muntelui Tabor în memoria lui Itzhak Sadeh, primul comandant al Palmachului și unul dintre fondatorii Forțelor de Apărare ale Israelului la momentul înființării statului Israel. 

## Repere

### Biserica Schimbării la Față

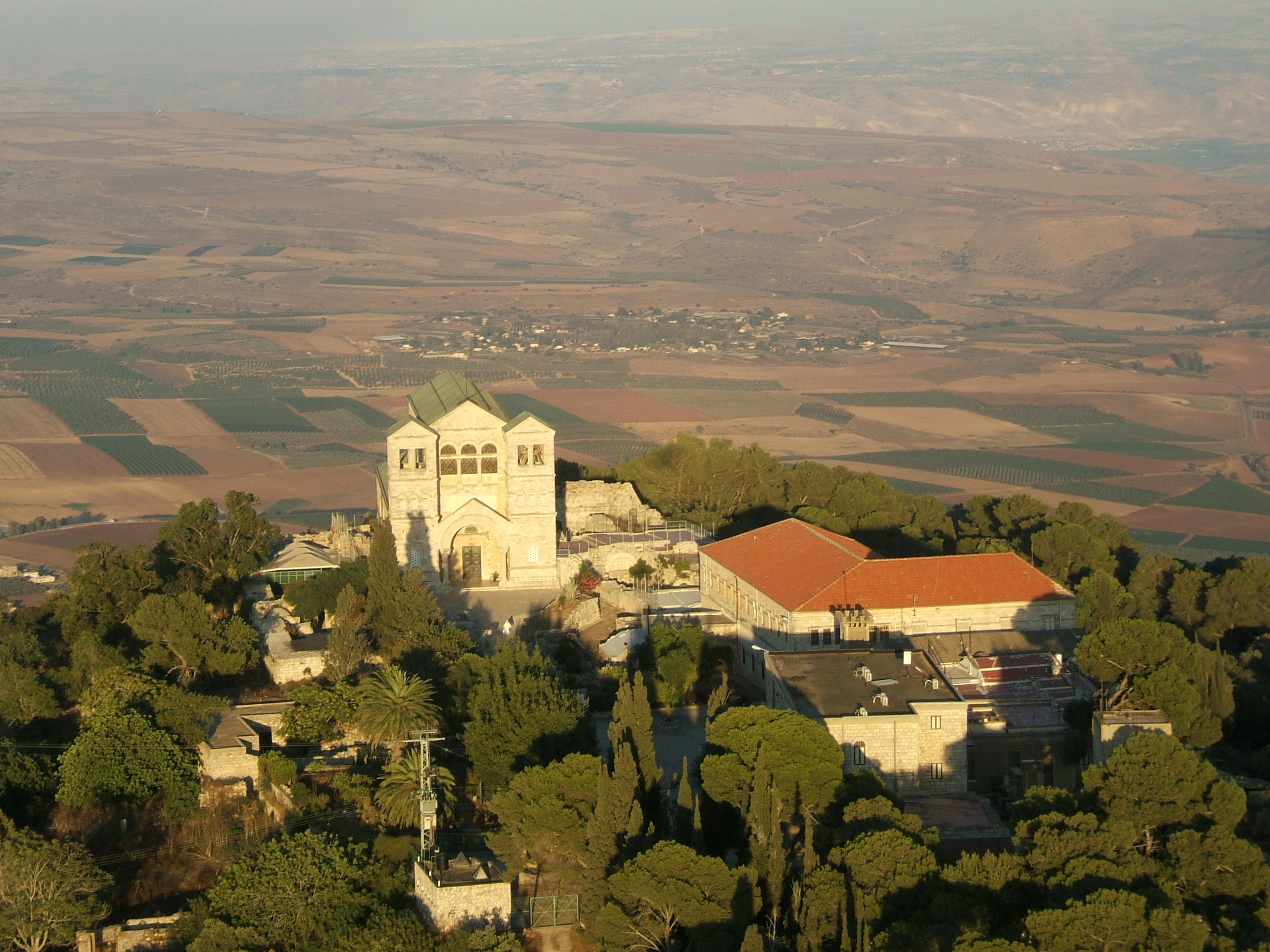
Vedere aeriană a Bisericii Schimbarea la Față din vârf, care este împărțită în zone ortodoxe (nord-est) și romano-catolice (sud-est)

Între 1919 și 1924, pe vârful Muntelui Tabor a fost construită o biserică romano-catolică a ordinului franciscan numită „Biserica Schimbarea la Față”. Arhitectul care a proiectat biserica a fost Antonio Barluzzi. Biserica a fost construită pe ruinele unei biserici bizantine din secolul al V-lea sau al VI-lea și ale unei biserici a cruciaților din secolul al XII-lea. În partea superioară a bisericii, deasupra altarului, este un mozaic care înfățișează Schimbarea la Față. De sărbătoarea Schimbării la Față, de pe 6 august, este luminată de razele de soare care sunt reflectate de o placă de sticlă pe podeaua bisericii. O stâncă de lângă intrarea în biserică are o gravură în greacă veche și lângă ea se află o gravură a unei cruci. În apropiere se află rămășițele mănăstirii benedictine din secolul al XII-lea.

### Mănăstirea greacă ortodoxă

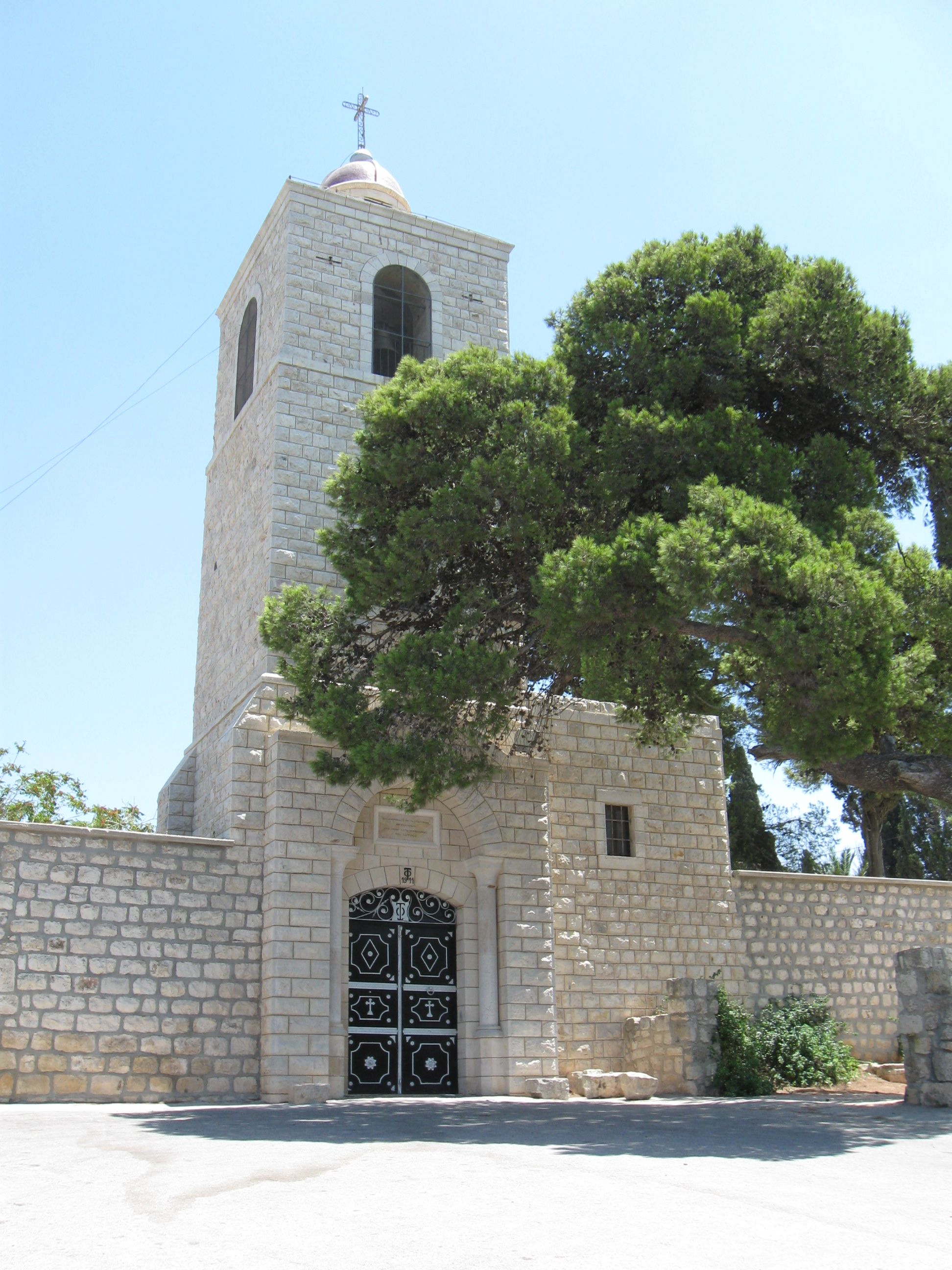
Turnul clopotniță al mănăstirii ortodoxe.

Biserica principală a mănăstirii greco-ortodoxe este cu hramul Schimbarea la Față. Construcția a fost începută de un călugăr român, Irinarh Rosetti, în 1859, anul morții sale, și terminată de ucenicul său, Nectarie Banul, în 1862. La nord-est de Biserica Schimbarea la Față se află Biserica Profetului Ilie. 
La nord-vest de biserica principală se află o mică biserică-peșteră numită după Melchisedec, regele Salemului. Conform tradiției creștine, această peșteră a fost locul în care Avraam l-a întâlnit pe regele Salemului. Peștera era cunoscută de pelerini și de creștinii locali în Evul Mediu. O priveghere de toată noaptea se ține în biserică în fiecare an în timpul Sărbătorii Ortodoxe a Schimbării la Față de pe 19 august (care corespunde zilei de 6 august conform calendarului iulian). 

### Caravanserai Al-Tujjar
Ruinele Caravanseraiului al-Tujjar sunt situate pe versanții Muntelui Tabor, vizavi de intrarea în Beit Keshet. Caravanseraiul a fost înființat de Marele Vizir Sinan Pașa în jurul anului 1581.  Motivul invocat pentru înființarea sa a fost că locul era nesigur pentru comercianți și pentru oamenii care făceau pelerinaj și s-a susținut că, dacă s-ar construi un han, locul ar deveni „locuit și cultivat”.

## Floră și faună
Muntele Tabor a fost acoperit cu vegetație tipică nordului Israelului Antic până în timpul domniei Imperiului Otoman, perioadă în care majoritatea copacilor au fost tăiați. Copacii au fost tăiați pentru a fi folosiți în industria cărbunelui. Ca parte a eforturilor Fondului Național Evreiesc de a recrea peisajele țării, în anii 1960 și 1970 zona a fost reîmpădurită cu copaci care sunt similari cu vegetația sa din trecut. Astăzi, cea mai mare parte a Muntelui Tabor este acoperită cu copaci precum stejarul muntelui Tabor (Quercus ithaburensis) și stejarul palestinian (Quercus calliprinos). Pe munte au fost găsite până la 400 de specii de plante, inclusiv brândușe galbene mari (Sternbergia clusiana), crini persani (Fritillaria persica), zambile de toamnă (Muscari parviflorum), lalele roșii cu puncte negre (Tulipa agenensis), orhidee, iriși (inclusiv Iris haynei) și ai de pădure (Asphodeline Lutea), orz spontan (Hordeum spontaneum), nemțișor de pe Muntele Tabor, o iarbă perenă destul de rară cu flori albastre de primăvară (Delphinium ithaburense), specia de smirnă dulce (Myrrhoides nodosa), o plantă foarte rară din familia Umbelliferae, alkanet galilean (Alkanna galilaea) și o varietate de pătrunjel (Aphanes arvensis).

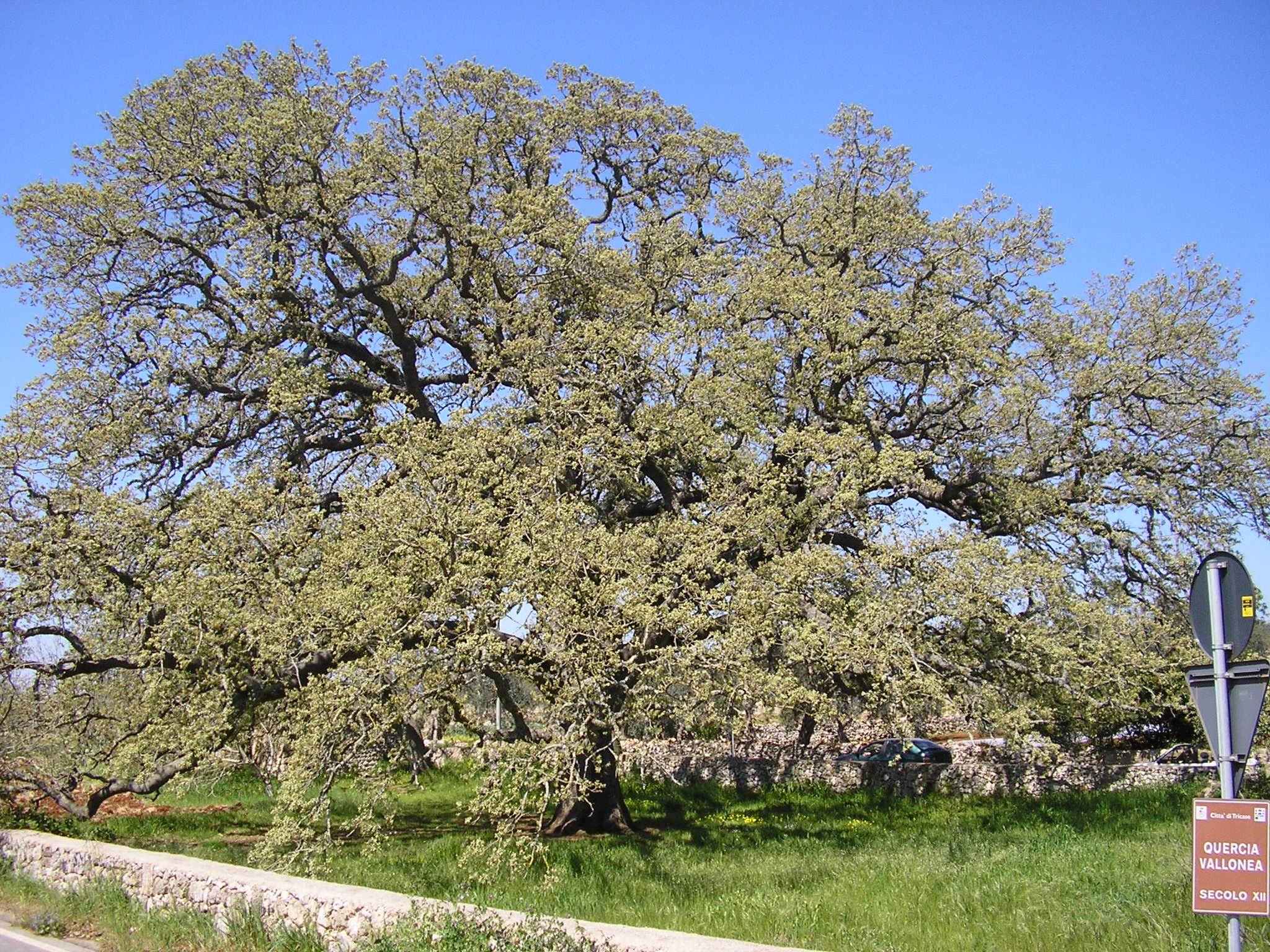
Stejarul Muntelui Tabor (apărut în secolul al XII-lea)

Vegetația pădurii oferă un habitat pentru lupi și șacali, vulpi, porci spinoși, hiracoidee, manguste și șoarecele de câmp cu dinți lați (Apodemus mysticanus). Într-o peșteră din vârful muntelui, pot fi găsiți adăpostiți liliecii cu degete lungi (Myotis capaccini). De asemenea, se întălnesc diverse reptile, inclusiv broasca țestoasă grecească (Testudo graeca), șopârla hardun (Laudakia stellio), șopârla din Liban (Phoenicolacerta laevi) și șarpele bici-roșu (Platyceps collaris). Pădurea este, de asemenea, un habitat bun pentru diferite păsări, inclusiv gaițe (Garrulus), ciocănitoare siriene (Dendrocopos syriacus), silvii mediteraneene (Sylvia melanocephala), șoimii rândunelelor (Falco subbuteo), pițigoi mari (Parus major), cuci mari pătați (Clamator glandarius) și vulturi (Circaetus).

## Legături externe
- Miracolul de pe Tabor Arhivat în 9 noiembrie 2013, la Wayback Machine., 6 august 2011, Dumitru Manolache, Ziarul Lumina
- Pelerini pe muntele strălucirii dumnezeiești Arhivat în 30 martie 2015, la Wayback Machine., 8 august 2010, Narcisa Elena Balaban, Ziarul Lumina